# Selenia blaziaria
Selenia blaziaria là một loài bướm đêm trong họ Geometridae.